# Rybitwy (Łódź)
Pour les articles homonymes, voir Rybitwy.
Rybitwy (prononciation [rɨˈbitfɨ]) est un village de la gmina de Witonia, du powiat de Łęczyca, dans la voïvodie de Łódź, situé dans le centre de la Pologne.
Il se situe à environ 5 kilomètres au sud de Witonia (siège de la gmina), 9 kilomètres au nord-est de Łęczyca (siège du powiat) et 39 kilomètres au nord de Łódź (capitale de la voïvodie).

## Administration
De 1975 à 1998, le village était attaché administrativement à l'ancienne voïvodie de Płock.

Depuis 1999, il fait partie de la nouvelle voïvodie de Łódź.